# Salmonberries - A piedi nudi nella neve
Salmonberries - A piedi nudi nella neve (Salmonberries) è un film tedesco del 1991, diretto da Percy Adlon e interpretato da k.d. lang.

## Trama
In uno sperduto villaggio dell'Alaska si incontrano due donne, entrambe con una tormentata storia alle spalle.
Roswitha è la bibliotecaria del villaggio, dove si è rifugiata dopo essere fuggita da Berlino Est; durante la fuga il marito è rimasto ucciso ed ora è rimasta sola. Ogni tanto in biblioteca entra Kotzebue, un ragazzo che sembra propenso solamente a fare danni e a disturbare. In realtà si tratta di una giovane orfana, costretta a fingersi un uomo per poter lavorare nelle miniere del villaggio. Dopo i primi momenti di contrasto tra di loro nasce un profondo sentimento che va al di là dell'amicizia.
Le due donne nel corso degli eventi scopriranno sempre più cose di sé e del loro passato: Roswitha riuscirà a svelare le terribili cause del fallimento della sua fuga dalla Germania e della conseguente morte del marito, e Kotzebue ritroverà il proprio padre.

## Riconoscimenti
- 1991 - Grand Prix des Amériques
  - Primo premio
- 1992 - Bavarian Film Award
  - Migliore attrice (Rosel Zech)
  - Migliore produzione (Eleonore Adlon)